# Tergo

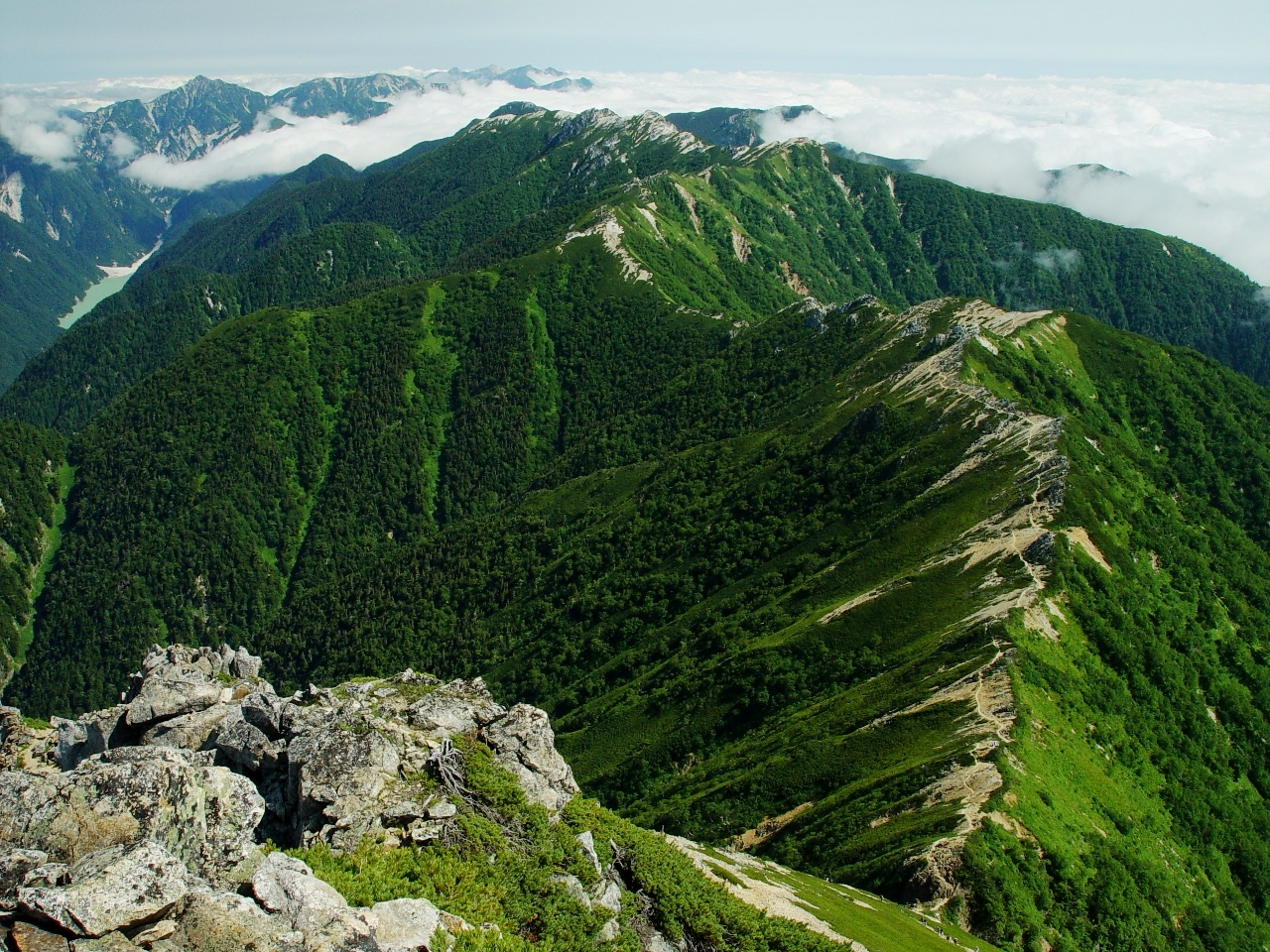
Tergo.

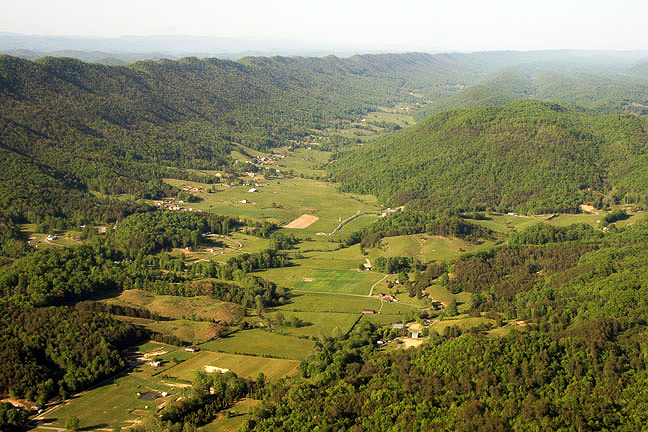
Uma cordilheira estratigráfica dentro das Montanhas Apalaches.

Um tergo (português europeu) ou encosta (português brasileiro) é uma forma de relevo que consiste numa elevação que faz a separação da escorrência de águas e se prolonga até um cume. Trata-se, portanto, do oposto de um vale. Os tergos podem também ser chamados de cumeadas ou cumeeiras.

## Linhas
A linha central, em que no limite é feita a divergência das direcções de escorrência, e que une os pontos mais elevados, os passo de montanha ou colos, designa-se como linha de festo ou linha de cumeada e não é normalmente representada em cartografia.
Em certo sentido, as extensões dos tergos formam os eixos das cordilheiras. Muitas fronteiras terrestres são feitas coincidir com linhas de cumeada ou linhas de água.

## Etimologia
A origem do termo festo usado na linha de festo, tem a sua origem na dobra de uma peça de pano em toda a sua extensão, pelo que a expressão a festo significa subir encosta acima sem ladear.